# Brézème
Le brézème est un vin français produit sur les coteaux au-dessus de Livron-sur-Drôme, dominant la vallée de la Drôme.
Il s'agit d'un vin qui n'est pas vendu sous ce nom, mais sous l'appellation côtes-du-rhône, sans en être une dénomination géographique officielle.

## Histoire

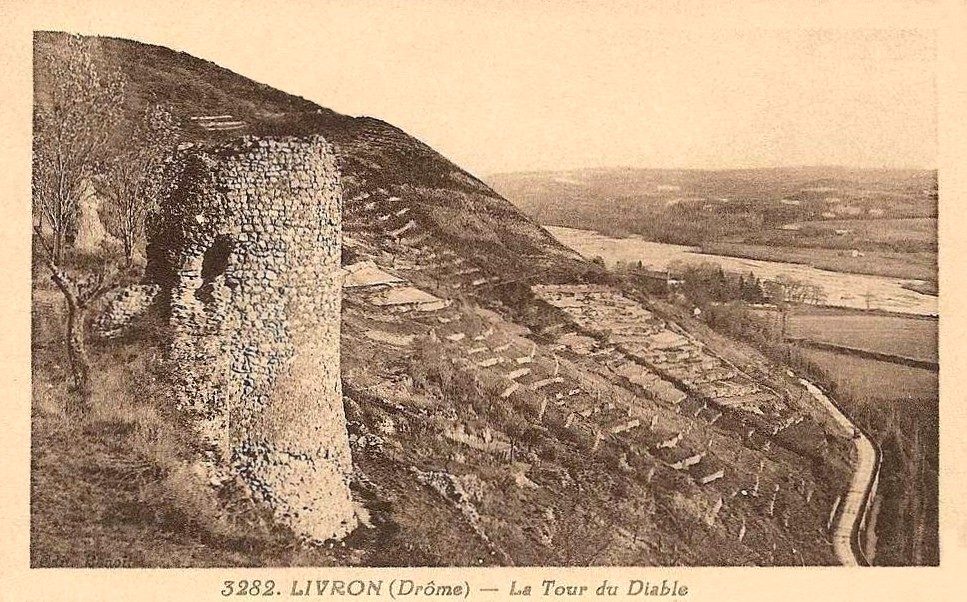
La Tour du Diable de Livron surplombant les coteaux du vignoble de Brézème.

Si l'on peut considérer que la vigne fut implantée sur le terroir de Livron sous l'antiquité romaine comme dans l'ensemble de la vallée du Rhône, les premières traces écrites n'apparaissent qu'au XVe siècle.
En 1422, est rédigée une décharge pour Jean de Nant, l'archevêque de Vienne concernant une redevance sur les dîmes du vin. Deux siècles plus tard, en 1666, une charte de location institue une rente de 88 charges de vin sur ce terroir. 
Le cépage syrah est introduit au XVIIIe siècle par les familles Cartier et Sinard. Ce qui vaudra ennoblissement à leurs descendants. 
Vers 1810, le comte J.J. de Sinard, put commenter :

« Le meilleur vignoble de ce canton se nomme Brézème. Son exposition est des plus heureuses. Elle est au pied et sous la pente d'une montagne qui la garantit des vents du nord... Depuis quelques années on a planté des plants de l'Hermitage et de Cornas appelés ciras, noirs et blancs, et on s'aperçoit que le vin qui en est provenu est augmenté en qualité et qu'il se conserve mieux. »

Un demi-siècle plus tard, paraît une nouvelle étude sur le vin de Livron rédigée par Armand Blanc-Montbrun et intitulée « Notice historique concernant le vignoble de la Rolière situé sur la commune de Livron ». 
En 1850, Eugène de Monicault, propriétaire du château de Fontgrand, fait planter sur le coteau qui domine sa propriété et le hameau un vignoble de 10 hectares. Il commercialise sa récolte sous l'étiquette « Château de Fontgrand ». C'est ce vignoble qui fut le premier classé en appellation en 1943. Plus tard, en 1981,  ce vignoble sera repris par Le domaine Lombard qui l'exploite toujours à ce jour.

## Géographie
Le vignoble est situé sur la rive droite de la Drôme sur des coteaux exposés plein sud. Il regroupe quatre quartiers : 
- le coteau de Brézème qui domine la vallée de la Drôme ;
- les terrasses de Fontgrand ;
- le château de la Rolière ;
- le quartier de l’Hermitage.

Depuis 1978, sur décision du « Syndicat des Vignerons des Coteaux de Brézème », tous les vins de quartiers ont droit de porter sur leurs étiquettes la mention « Brézème - Appellation Côtes-du-Rhône contrôlée ».

### Climatologie

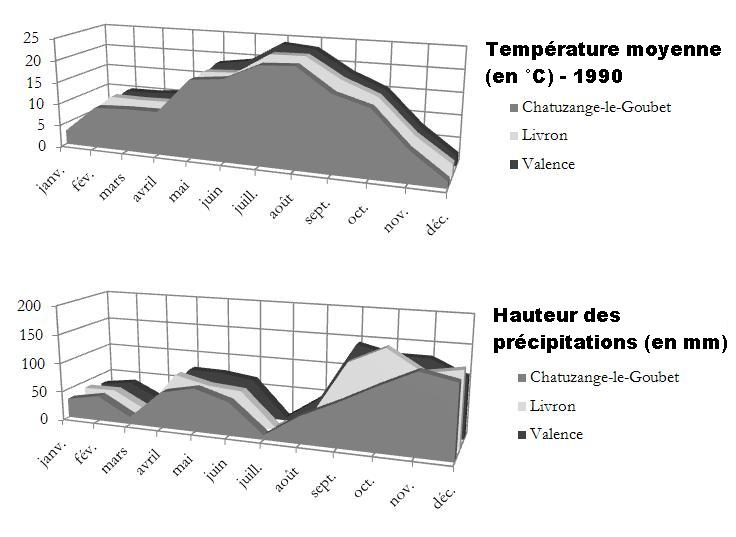
Températures et précipitations en Valentinois avec les relevés de Livron

## Terroir et vin
C'est le plus petit vignoble de la rive gauche du Rhône. Implanté sur des marnes calcaires, la syrah y est vendangée fin septembre / début octobre. Vieillie en fût, elle donne un vin à la robe pourpre et brillante qui dégage des arômes où se retrouvent les petits fruits rouges (fraise des bois, framboise) et qui évolueront vers des touches de sous-bois et de venaison au fil des années. 
Dans ses commentaires de dégustation, Paul Chauvel, a indiqué : 
« C'est un vin souple et puissant avec un bon rapport acidité/tanin et une longue persistance en bouche. Son ampleur se développe après une ou deux années de séjour en fûts de chêne. »

## Un cas à part dans les côtes-du-rhône
Le brézème est et reste un cas d'espèce dans le vignoble rhodanien. La mention d'une entité géographique sur son étiquette est unique pour une appellation régionale[réf. nécessaire]. Il n'est ni classé dans les côtes-du-rhône-villages, ce qu'il pourrait être, ni dans une appellation locale, ce à quoi il aspire. Paul Chauvel indiquait déjà en 1988 : « Le rêve de cette équipe de viticulteurs est d'arriver au classement comme cru de leur production. Un long chemin reste à parcourir, à la fois administratif, bien sûr, mais également quantitatif : à peine le dixième de la capacité du vignoble est utilisé et commercialisé, pour faire connaître leur production. En ce qui concerne la qualité, sur ce plan-ci, ils paraissent toucher au but ».

## Producteurs
- Domaine Lombard ;
- Christian Gresse Domaine de Bréseyme Allex ;
- Château La Rolière ;
- Domaine Éric Texier ;
- Domaine Charles Helfenbein ;
- Luc Pouchoulin Allex ;
- Domaine des Quatre Cerises.

## Négociants
- les Terriens.

## Cave coopérative
- Cave coopérative de la Valdaine[8].